# Plattekill (CDP, New York)
Plattekill est une census-designated place du comté d'Ulster, dans l'État de New York, aux États-Unis,. En 2020, elle compte une population de 1 296 habitants.